# Řád národa
Strana konzervativní pravice – Řád národa (tschech. "Partei der Konservativen Rechten – Nationale Ordnung" oder "Partei der Konservativen Rechten – Orden des Volkes") ist eine politische Partei in Tschechien. Bis Januar 2014 trug sie den Namen LIDEM – liberální demokraté (LIDEM – Liberale Demokraten), bis Mai 2015 hieß sie VIZE 2014 (Vision 2014), bis Mai 2019 Řád národa.

## Geschichte

Altes Logo der Řád národa, noch unter dem Namen LIDEM

Die Partei entstand im Frühjahr 2012 nach internen Auseinandersetzungen innerhalb der Partei Věci veřejné, die damals der Koalitionsregierung von Petr Nečas angehörte und nach einem koalitionsinternen Streit beschlossen hatte, aus der Regierung Petr Nečas auszutreten. Einige Abgeordnete um die Vize-Ministerpräsidentin Karolína Peake und alle der Partei angehörigen Regierungsmitglieder wollten jedoch diesen Schritt nicht nachvollziehen. Sie traten daher aus der Věci veřejné aus und gründeten ihre eigene politische Plattform. Diese wurde unter dem Namen LIDEM am 29. Mai 2012 offiziell registriert. Auf dem Gründungsparteitag in Brno am 3. November 2012 wurde Peake mit 68 von 70 Stimmen auch offiziell zur Parteivorsitzenden gewählt. Die Partei hatte zu diesem Zeitpunkt etwa 100 Mitglieder.
Die Partei war daher mit drei Mitgliedern an der Regierung beteiligt und sicherte im Parlament auch nach dem Austritt der Věci veřejné aus der Koalition die Mehrheit der Regierung Nečas.
Nachdem Parteichefin Peake auf Betreiben von Premierminister Nečas am 20. Dezember 2012 nach nur acht Tagen wieder aus dem Amt der Verteidigungsministerin entlassen wurde, rief die Parteiführung ihre verbliebenen Minister auf, zum 10. Januar 2013 ihre Ämter niederzulegen. Diese Aufforderung wurde am 8. Januar 2013 widerrufen und stattdessen Gespräche über einen neuen Koalitionsvertrag angekündigt. Die Koalition arbeitete zunächst weiter.
Nach dem Rücktritt von Petr Nečas vom Amt des Regierungschefs und Angelobung der Regierung Jiří Rusnok schieden die LIDEM aus der Regierung aus. Am 8. August 2013 trat Karolína Peake vom Parteivorsitz zurück, nachdem sie tags zuvor entgegen der Parteilinie bei der Vertrauensabstimmung über die Regierung Jiří Rusnok nicht gegen die Regierung votiert, sondern nicht an der Abstimmung teilgenommen hatte. Die stellvertretende Parteivorsitzende Dagmar Navrátilová übernahm danach kommissarisch die Parteiführung. Im November 2013 wurde Navrátilová schließlich endgültig zur Parteivorsitzenden der LIDEM gewählt.
An den Wahlen zum Abgeordnetenhaus im Oktober 2013 nahm LIDEM nicht mit einer eigenen Liste teil, sondern war als Akt der „symbolischen Unterstützung“ mit einigen Kandidaten auf wenig aussichtsreichen Listenplätzen der Strana soukromníků České republiky platziert.
Beim Parteitag am 15. Januar 2014 wurde Dagmar Navrátilová von Aleš Hemer als Parteivorsitzende abgelöst. Navrátilová wurde zur ersten Vizevorsitzenden der Partei gewählt. Die LIDEM benannte sich beim Parteitag in „VIZE 2014“ (Vision 2014) um.
Karolína Peake ist inzwischen aus der Partei ausgetreten.
An der Europawahl in Tschechien 2014 nahm VIZE 2014 teil und erhielt 3.698 Stimmen (0,24 %).

## Parteivorsitzende
- Karolína Peake (3. November 2012 – 8. August 2013)
- Dagmar Navrátilová (8. August 2013 – 15. Januar 2014)
- Aleš Hemer (15. Januar 2014 – 31. Mai 2015)
- Josef Zickler (31. Mai 2015 – 2021)
- Michaela Rojtová (2021 – heute)